# Идти преступным путём
«Идти преступным путём» (англ. Walk a Crooked Mile) — шпионский фильм нуар режиссёра Гордона Дугласа, который вышел на экраны в 1948 году.
Фильм рассказывает о совместной работе агента ФБР (Деннис О’Киф) и сотрудника Скотленд-Ярда (Луис Хейуорд), которые предотвращают деятельность шпионской организации, целью которой было похищение секретных разработок из лаборатории ядерных исследований в Калифорнии.
Наряду с такими картинами, как «Я был коммунистом для ФБР» (1951), «Вор» (1952), «Происшествие на Саут-стрит» (1953), «Пуля для Джои» (1955) и «Человек на дороге» (1956), фильм относится к числу нуаров, посвященных борьбе с советскими шпионами в США.

## Сюжет
Лаборатория ядерной физики во Лейквью недалеко от Лос-Анджелеса занимается сверхсекретными научными разработками в рамках ядерного проекта. Один из агентов ФБР, который обеспечивает безопасность на этом объекте, звонит своему руководителю Дэниэлу О’Харе (Деннис О'Киф), сообщая, что у лаборатории возникли проблемы, которые связаны с неким Рэдчаком. В этот момент кто-то убивает агента из пистолета прямо в будке телефона-автомата. О’Хара немедленно начинает розыск убийцы, и первым делом анализирует досье на Антона Рэдчака (Филип Ван Зандт), который попал в поле зрение ФБР после того, как нелегально въехал в США. В результате широкомасштабного розыска О’Харе вскоре удаётся найти Рэдчака, который в тот же день уезжает из Лос-Анджелеса на автобусе в Сан-Франциско, где селится в частном пансионе. О’Хара принимает решение не арестовывать Рэдчака, рассчитывая через него выйти на всю шпионскую сеть. Сотрудники ФБР устанавливают круглосуточное визуальное наблюдение за пансионом, а также прослушивают все телефонные разговоры. Им удаётся перехватить встревоженный телефонный звонок Рэдчака некому Игорю, который обещает взять всё на себя. На следующее утро агенты ФБР обнаруживают труп Рэдчака в его квартире. Просмотр киноплёнки с записями всех входящих и выходящих из пансиона лиц показывает только одного неопознанного человека в костюме священника, который вчера вечером зашёл в здание и через пятнадцать минут вышел из него, после чего сотрудники ФБР потеряли его след. Единственной ниточкой для О’Хары и его команды остаётся телефонный звонок Рэдчака человеку по имени Игорь.
В штаб-квартире ФБР в Сан-Франциско Дэну представляют сотрудника Скотленд-Ярда Филипа Грэйсона (Луис Хейуорд). Грэйсон сообщает, что в Лондоне была обнаружена серия присланных из Сан-Франциско городских пейзажей, на которых под слоем краски в ультрафиолетовых лучах были обнаружены записи научных расчетов, имеющих отношение к ядерному проекту. В штаб-квартиру поступает телеграмма от директора Лаборатории в Лейквью доктора Таунсенда, подтверждающая, что записанные на картинах формулы были разработаны в его лаборатории. Грэйсон и О’Хара обращают внимание на то, что автора поступивших в Лондон картин зовут Игорь Браун, и, вероятно, это то же самый человек, которому звонил Рэдчак. О’Хара направляет несколько групп агентов, которые разыскивают ту точку в городе, с которой художник писал свои пейзажи. В конце концов, таким образом им удаётся установить дом и квартиру, в которой живёт Игорь Браун (Онслоу Стивенс). Зритель понимает, что это тот же самый человек в костюме священника, который убил Рэдчака. Выждав момент, когда Браун отправится на обед, О’Хара и Грэйсон проникают в его квартиру, где обнаруживают, что тот заканчивает очередную картину, на которой под слоем краски с помощью специальной аппаратуры они видят секретные чертежи. На следующий день, когда Браун отправляет законченную картину с курьером в порт, агенты прослеживают её путь, выясняя адрес в Лондоне, по которому она отправлена. Тем временем Браун летит в Лос-Анджелес, откуда направляется в художественный салон в Лейквью, принадлежащий некому Адольфу Майзнеру, который служит штаб-квартирой членов местной коммунистической шпионской группы. Браун информирует собравшихся, что вынужден был ликвидировать Рэдчака, так как тот допустил ошибку и попал в поле внимания ФБР. Далее он показывает всем фотографию О’Хары, которую член группы Крембс (Рэймонд Бёрр) сделал на месте убийства агента ФБР, предупреждая, что этот человек ведёт на них охоту.
Тем временем О’Хара и Грэйсон встречаются с руководителем доктором Фредериком Таунсендом (Арт Бейкер), подтверждающим, что научные сведения, которые агенты сфотографировали на картине в квартире Брауна, были разработаны членами его группы всего несколько дней назад, и они имеют ключевое значение для всего проекта. По словам Таунсенда, доступ к этим сведениям имеет всего несколько учёных, которые каждую пятницу собираются на совещание в его кабинете. Агенты решают установить в кабинете двустороннее зеркало, сквозь которое наблюдают и ведут съёмку очередного совещания. В совещании участвуют гениальный австрийский математик Риттер Ван Столб (Карл Эсмонд), британский учёный Уильям Форрест (Лоуэлл Гилмор), потомок первых поселенцев, американский учёный Гомер Аллен (Чарльз Эванс), сам Таунсенд и секретарь группы Тони Нива (Луиз Оллбриттон). Тони владеет пятью языками, включая русский, ведёт стенограммы совещаний, и кроме того, она единственный человек помимо Таунсенда, кто знает код доступа к сейфу с секретными материалами. Агенты ФБР в течение трёх дней тщательно следят за всеми этими людьми, не замечая в их действиях ничего подозрительного. Между тем, в понедельник Браун отправляет в Лондон очередную картину, на которой нанесены данные с пятничного совещания. О’Хара вспоминает, что Нива в пятницу вечером завезла грязное бельё в прачечную, предполагая, что её, возможно, используют как пункт передачи информации. Эта догадка подтверждается, после того, как поступает информация о том, что в прачечную заходил один из людей Брауна. Под видом рабочего Грэйсон немедленно устраивается в прачечную, где видит, как Тони сдаёт кучу белья, из которой приёмщик извлекает носовой платок, перекладывая его в коробку с постиранными мужскими рубашками. Вскоре за этой коробкой заходит Кребс. По знаку Грэйсона О’Хара выслеживает Кребса и нападает на него, оглушая и отбирая коробку. В лаборатории изучают найденный в коробке платок, обнаруживая на нём нанесённую особым серебряным составом секретную информацию. Придя в себя, Кребс возвращается в салон Майзнера, где докладывает Брауну о происшедшем, вспоминая про нового рабочего в прачечной. Люди Брауна выясняют адрес его квартиры, где устраивают засаду. Схватив и избив Грэйсона, Кребс требует его сказать, кто он такой и где находится коробка. Когда Грейсон молчит, Кребс собирается избить домохозяйку, которая ведёт себя как истинная патриотка, готовая пожертвовать всем ради своей страны. В этот момент к дому подъезжает О’Хара, которого шпионы также разоружают. Обнаружив в его портфеле платок с секретной формулой, Кребс уезжает, давая команду ликвидировать обоих агентов. Когда их ставят к стене, домовладелица неожиданно выбивает пистолет из рук преступника, после чего Грэйсон и О’Хара успевают наброситься на остальных шпионов и расправиться с ними, однако в ходе драки бандиты успевают застрелить домохозяйку. Добравшись до Лаборатории, агенты приходят к выводу, что платок служит доказательством виновности Тони, которая действует вместе с Ван Столбом, с которым её связывают также и романтические отношения. Однако во время допроса она с негодованием отвергает все обвинения в свой адрес. Так как Ван Столб вообще не появляется на работе, агенты направляются к нему домой, где обнаруживают, что он мёртв. Хотя его смерть выглядит как самоубийство, агенты быстро догадываются, что на самом деле Ван Столба отравил человек, которого учёный хорошо знал. Агенты понимают, что представив его смерть как самоубийство, шпионы предполагали таким образом вывести из-под удара настоящего предателя, чтобы тот мог доставить формулу по адресу лично. Агенты снова устанавливают тайную слежку за учёными. Когда после работы О’Хара следует за машиной Аллена, наблюдающий за дорогой Кребс замечает их и вскоре догоняет агента на своей машине. О’Хара успевает вызвать Грэйсона на помощь, после чего Кребс стреляет в агента и сталкивает его машину с крутого склона. Грэйсон успевает как раз вовремя, чтобы помочь О’Харе выбраться из горящего автомобиля. Агенты объявляют полицейскую облаву на машины Аллена и Кребса, вскоре выясняя адрес дома, где укрылись шпионы. Полиция окружает дом, после чего начинается ожесточённая перестрелка, в ходе которой убивают всех преступников, включая Кребса и Брауна. Ворвавшись в дом, О’Хара и Грэйсон открывают в комнату, из которой выходит Аллен, заявляющий, что был похищен и незаконно удерживался преступниками. Однако О’Хара заставляет Аллена открыть ладонь, на которую нанесён специальный состав, благодаря которому секретная формула отпечаталась на ней, когда Аллен взял документ в руки на совещании у Таунсенда. Аллена арестовывают по обвинению в государственной измене и в убийстве, а О’Хара и Грэйсон просят извинения у Нивы за подозрения, а затем поздравляют друг друга с успешным международным сотрудничеством.

## В ролях
- Луис Хейуорд — Филип «Скотти» Грэйсон
- Деннис О'Киф — Дэниел Ф. О’Хара
- Луиз Оллбриттон — доктор Тони Нива
- Карл Эсмонд — доктор Риттер фон Столб
- Онслоу Стивенс — Игорь Браун
- Рэймонд Бёрр — Кребс
- Арт Бейкер — доктор Фредерик Таунсенд
- Лоуэлл Гилмор — доктор Уильям Форрест
- Филип Ван Зандт — Антон Рэдчак
- Чарльз Эванс — доктор Гомер Аллен
- Фрэнк Фергюсон — Карл Бемиш
- Майрон Хили — агент ФБР Томпсон (в титрах не указан)
- Рид Хэдли — рассказчик (закадровый голос)

## Создатели фильма и исполнители главных ролей
Как отметил историк кино Джефф Стаффорд, на момент создания фильма режиссёр Гордон Дуглас «всё ещё оттачивал своё мастерство в подразделении фильмов категории В на студии Warner Bros.». Вслед за этой картиной он поставил такие фильмы нуар, как «Несерьёзный противник» (1949), «Между полночью и рассветом» (1950) и «Распрощайся с завтрашним днём» (1950), а также, по замечанию Майкла Кини, «не менее хороший ранний фильм о Красной угрозе „Я был коммунистом для ФБР“ (1951)» . В дальнейшем наиболее значимым фильмом Дугласа был фантастический хоррор «Они!» (1954), а также три нео-нуара с Фрэнком Синатрой в главной роли — «Тони Роум» (1967), «Детектив» (1968) и «Девушка в цементе» (1968).
Исполнители главных ролей в фильме — Луис Хейуорд и Деннис О’Киф — также внесли заметный вклад в жанр фильм нуар. В частности, Хейуорд известен по таким картинам, как «И не осталось никого» (1945), «Странная женщина» (1946), «Повторное исполнение» (1947), «Безжалостный» (1948) и «Дом у реки» (1950), а Деннис О’Киф сыграл в таких фильмах нуар, как «Агенты казначейства» (1947), «Грязная сделка» (1948) и «Женщина в бегах» (1950). Как отмечает Стаффорд, в фильме «также можно увидеть в небольшой роли Рэймонда Бёрра, который на раннем этапе своей карьеры быстро обретал амплуа гангстера в таких фильмах, как „Отчаянный“ (1947), „Грязная сделка“ (1948) и „Западня“ (1948)». По словам Кини, "Бёрр ещё однажды сыграл красного шпиона в боевике «Рука с хлыстом» (1951) , а позднее прославился как заглавный герой многолетнего судебного телесериала «Перри Мейсон» (1957—1966).

## История создания фильма
Как пишет историк кино Деннис Шварц, фильм «был сделан в то время, когда Комитет по расследованию антиамериканской деятельности выискивал коммунистических агентов в правительстве и в Голливуде, и Голливуд ощутил необходимость показать свой патриотизм правым политикам и озабоченной американской общественности». В основу фильма был положен «тревожный сценарий, согласно которому русские шпионы и крупный чиновник в сфере безопасности проникают в сверхсекретное американское учреждение, что играло на параноидальных настроениях публики того времени». Фильм открывается словами закадрового рассказчика, что «эта картина предназначена для того, чтобы познакомить граждан Соединённых штатов с трудной работой наших федеральных агентов, которым доверена защита важнейших секретов государства — и с образами наших врагов, которые идут преступными путями по дорогам и тропам свободной Америки».
Как отметил Хэл Эриксон, в художественном плане «фильм стал ответом Columbia Pictures на цикл выполненных в документальном стиле криминальных драм кинокомпании Twentieth Century-Fox конца 1940-х годов». Прототипом для полудокументального стиля картины послужил фильм нуар Генри Хэтэуэя «Дом на 92-й улице» (1945), который повлиял также на такие картины, как «Пройти на восток на Бикон» (1952), «Вниз по трём тёмным улицам» (1954) и многие другие подобные картины. «Дом на 92-й улице» «установил тенденцию создания фильмов, которые были основаны на реальных историях и документально рассказывали о работе агентов ФБР» по защите атомных секретов страны. Он в значительной степени снимался на натуре и «использовал закадровый рассказ Рида Хэдли, придавший фильму ощущение официального отчёта ФБР». И, как далее отмечает Стаффорд, «Дуглас мастерски использует ту же формулу в своём фильме, даже приглашает Рида Хэдли в качестве рассказчика и проводит съемки на натуре в Сан-Франциско». Шварц и Эриксон также обратили внимание на то, что для создания адекватной атмосферы фильм снимался почти полностью на натуре. Артур Лайонс со своей стороны обратил внимание на стилевое и тематическое сходство этой картины с такими фильмами, как «Дом на 92-й улице» (1945), «Таможенный агент» (1949) и «Пройти на восток на Бикон» (1952) .

## Оценка фильма критикой

### Общая оценка фильма
После выхода на экраны фильм привлёк к себе внимание ведущих кинообозревателей, однако получил противоречивые отклики. Как написал Стаффорд, хотя он и «служил приятным и незамысловатым средством проведения времени для части аудитории», тем не менее, «некоторые критики выражали обеспокоенность подходом фильма» к избранной им тематике. В частности, Босли Кроутер в «Нью-Йорк Таймс» отметил, что фильм «Железный занавес» (1948) уже продемонстрировал «искреннюю враждебность Голливуда по отношению к России», а этот фильм даёт зрителю понять, «что новейшими злодеями в фильмах теперь стали русские шпионы». Вместе с тем, по словам Кроутера, «немного беспокоит то, что теперь экран показывает ещё и мрачные и тревожные образы наших собственных учёных-ядерщиков». Обозреватель считает, что в нынешней возбуждённой атмосфере в обществе, когда это может быть привести к чисткам и в среде учёных, «кажется странным, что ФБР позволяет использовать своё имя в настолько показном и безответственном фильме». Кроутер считает, что «нет смысла говорить о художественных качествах фильма или об актёрской игре — они довольно шаблонны», так как главное в этой картине «намеренно сенсационный сюжет». Как пишет Стаффорд, журнал Variety «более позитивно оценил картину, и его позиция отразила мнение большинства». В рецензии журнала было отмечено, что «Джордж Брюс наполнил сценарий искусными поворотами, которые создают ощущение реальности происходящего. Диалоги хорошие, а действие развивается убедительно, несмотря на надуманный мелодраматический финал». Кроме того, «документальный стиль придаёт высокой драматичности этого фильма ощущение реально происходящего».
Современные киноведы также дают фильму неоднозначную оценку. Отметив, что это «низкобюджетный фильм категории В», Стаффорд далее назвал его «быстрым, умелым небольшим развлекательным произведением», которое выполняло пропагандистскую роль по «укреплению боевого духа ФБР и Скотленд-Ярда». При этом, благодаря полудокументальному стилю эту картину отличала та «непосредственность, которой так не хватало более ранним криминальным драмам». Деннис Шварц также обращает внимание на «полудокументальный стиль этой шпионской истории периода Холодной войны», которая вместо того, чтобы реалистично показать, как правоохранительные органы занимаются шпионскими делами, начинает «скачки в жанре экшн-триллера». По мнению Шварца, «это сносный и незамысловатый рутинный триллер, который предостерегает зрителя не только в отношении злых русских коммунистических агентов, но и в отношении американских предателей в научном сообществе». Критик полагает, что несмотря на невыдающуюся актёрскую игру, надуманность мелодрамы и предсказуемость истории, в сценах «поиска источника утечки ощутим саспенс, и ситуация представлена убедительно». Шварц резюмирует своё мнение словами, что «это не особенно хороший, но тем не менее увлекательный фильм».

### Оценка работы режиссёра и творческой группы
Журнал Variety отметил «умную и сильную режиссёрскую работу Дугласа» и «натурные съёмки в реальных местах в Сан-Франциско и в районе Большого Лос-Анджелеса, которые усиливает ощущение аутентичности происходящего», а «документальный привкус картины обеспечивается убедительным закадровым повествованием Рида Хэдли».
Майкл Кини выделил игру двух актёров в главных ролях, отметив, что «Хейуорд в качестве следователя Скотленд-Ярда и О’Киф в роли агента ФБР объединяются, чтобы бороться с теми, „кто идёт своими преступными путями по хайвеям и объездным путям свободной Америки“». По мнению киноведа, именно «хорошая, крепкая актёрская игра помогает сделать этот приятно претенциозный, старомодный фильм категории В наслаждением».
Критики обратили внимание также на игру Рэймонда Бёрра и Филипа Ван Зандта. Эриксон, в частности, написал, что при «таких актёрах, как Бёрр и Ван Зандт в ролях коммунистических агентов, это просто чудо, что никто не был арестован прямо на съёмочной площадке», а Шварц отметил, что «Бёрр в роли одного из самых безжалостных фанатичных коммунистических шпионов создаёт чудесного злодея, придавая фильму определённое оживление в тех сценах, когда он пытается убить своих врагов».